# Luke Bilyk
Luke Barry Bilyk (Toronto, 10 novembre 1994) è un attore canadese.

## Biografia
Di origini italiane, ucraine e tedesche, Bilyk è nato a North York, distretto della città di Toronto. Ha tre sorelle maggiori. La sua passione per la recitazione ha avuto inizio all'età di cinque anni.
È diventato noto per aver interpretato il ruolo di Drew Torres nella serie televisiva canadese Degrassi: The Next Generation, in cui ha recitato dal 2010 fino alla stagione finale nel 2015. Dal 2014, inoltre, è entrato a far parte del cast della serie canadese fantasy Lost Girl, in cui ha recitato il ruolo di Mark fino al 2015.

### Vita privata
Al di là dello schermo, Bilyk sostiene l'organizzazione benefica Free the Children, con cui ha collaborato partecipando ad alcuni viaggi per la costruzione di scuole e sistemi di filtrazione dell'acqua nelle regioni più povere dell'India, Haiti e Nicaragua.
Bilyk è anche un batterista esperto.

## Filmografia

### Cinema
- Gooby, regia di Wilson Coneybeare (2009)
- Piccoli demoni (Hellions), regia di Bruce McDonald (2015)
- Kiss and Cry, regia di Sean Cisterna (2017)
- Adam's Testament, regia di Jason Barbeck e Rafael Kalamat (2017)

### Cortometraggi
- Dry Whiskey, regia di Robert Budreau (2005)
- Little White Lines, regia di Chris Strikes (2013)
- The Cycle of Broken Grace, regia di Peter Tufford Kennedy (2013)
- Meredith O'Connor: Just the Thing, regia di Aaron David Thomas (2014)

### Televisione
- La piccola moschea nella prateria (Little Mosque on the Prairie) - serie TV, episodio 2x08 (2007)
- The Latest Buzz - serie TV, episodio 2x06 (2008)
- The Jon Dore Television Show - serie TV, episodio 2x03 (2009)
- La mia babysitter è un vampiro (My Babysitter's a Vampire), regia di Bruce McDonald - film TV (2010)
- Flashpoint - serie TV, episodio 4x08 (2011)
- Degrassi: Minis - serie TV, 4 episodi (2010-2014)
- Degrassi TV - miniserie TV, episodio 1x06 (2015)
- Degrassi: The Next Generation - serie TV, 187 episodi (2010-2015)
- Lost Girl - serie TV, 10 episodi (2014-2015)
- Raising Expectations - serie TV, 26 episodi (2016)
- Holiday Joy, regia di Kirk D'Amico - film TV (2016)

## Doppiatori italiani
Nelle versioni in italiano delle opere in cui ha recitato, Luke Bilyk è stato doppiato da:
- Gabriele Vender in Hudson & Rex
- Alex Polidori in Reacher